# OKI Fantomi
OKI Fantomi ist ein Sitzvolleyballteam aus der bosnischen Hauptstadt Sarajevo. Sie sind der erfolgreichste Verein in Europas Sitzvolleyball Geschichte. Davor haben sie gemeinsam mit Stadtrivale SDI SPID in europäischen Wettbewerben dominiert. SPID ist statistisch nur noch der zweiterfolgreichste Verein in Europa und Bosnien. 

## Erfolge
- Euro-Cup Sieger (10×) 1996, 2004, 2007, 2008, 2009, 2010, 2013, 2014, 2016, 2017 (Rekordsieger)
- Bosnischer Meister (7×): 1996, 2002, 2006, 2008, 2009, 2016, 2017